# Lista di asteroidi (207001-208000)
Di seguito una lista di asteroidi dal numero 207001 al 208000 con data di scoperta e scopritore.

## 207001-207100
| Nome             | Designazione provvisoria | Data di scoperta | Scopritore          |
| ---------------- | ------------------------ | ---------------- | ------------------- |
| 207001 -         | 2004 TY222               | 7 ottobre 2004   | NEAT                |
| 207002 -         | 2004 TM234               | 8 ottobre 2004   | Spacewatch          |
| 207003 -         | 2004 TO269               | 9 ottobre 2004   | Spacewatch          |
| 207004 -         | 2004 TS269               | 9 ottobre 2004   | Spacewatch          |
| 207005 -         | 2004 TG273               | 9 ottobre 2004   | Spacewatch          |
| 207006 -         | 2004 TC274               | 9 ottobre 2004   | Spacewatch          |
| 207007 -         | 2004 TE277               | 9 ottobre 2004   | Spacewatch          |
| 207008 -         | 2004 TY282               | 7 ottobre 2004   | NEAT                |
| 207009 -         | 2004 TT286               | 9 ottobre 2004   | LINEAR              |
| 207010 -         | 2004 TQ319               | 11 ottobre 2004  | Spacewatch          |
| 207011 -         | 2004 TY320               | 11 ottobre 2004  | Spacewatch          |
| 207012 -         | 2004 TB325               | 12 ottobre 2004  | Spacewatch          |
| 207013 Fischetti | 2004 TC354               | 11 ottobre 2004  | Buie, M. W.         |
| 207014 -         | 2004 UQ8                 | 21 ottobre 2004  | LINEAR              |
| 207015 -         | 2004 VE2                 | 2 novembre 2004  | LONEOS              |
| 207016 -         | 2004 VZ5                 | 3 novembre 2004  | Spacewatch          |
| 207017 -         | 2004 VB6                 | 3 novembre 2004  | Spacewatch          |
| 207018 -         | 2004 VH8                 | 3 novembre 2004  | LONEOS              |
| 207019 -         | 2004 VY12                | 3 novembre 2004  | NEAT                |
| 207020 -         | 2004 VX14                | 4 novembre 2004  | LONEOS              |
| 207021 -         | 2004 VQ23                | 5 novembre 2004  | NEAT                |
| 207022 -         | 2004 VQ28                | 7 novembre 2004  | LINEAR              |
| 207023 -         | 2004 VS46                | 4 novembre 2004  | Spacewatch          |
| 207024 -         | 2004 VX47                | 4 novembre 2004  | Spacewatch          |
| 207025 -         | 2004 VT57                | 7 novembre 2004  | LINEAR              |
| 207026 -         | 2004 VV57                | 7 novembre 2004  | LINEAR              |
| 207027 -         | 2004 VD59                | 9 novembre 2004  | CSS                 |
| 207028 -         | 2004 VN60                | 10 novembre 2004 | Young, J. W.        |
| 207029 -         | 2004 VV63                | 10 novembre 2004 | Spacewatch          |
| 207030 -         | 2004 VH77                | 12 novembre 2004 | CSS                 |
| 207031 -         | 2004 VG81                | 4 novembre 2004  | Spacewatch          |
| 207032 -         | 2004 VN86                | 10 novembre 2004 | Spacewatch          |
| 207033 -         | 2004 WW1                 | 17 novembre 2004 | CINEOS              |
| 207034 -         | 2004 WM2                 | 17 novembre 2004 | CINEOS              |
| 207035 -         | 2004 WR5                 | 19 novembre 2004 | Spacewatch          |
| 207036 -         | 2004 XU2                 | 2 dicembre 2004  | CSS                 |
| 207037 -         | 2004 XA6                 | 9 dicembre 2004  | CSS                 |
| 207038 -         | 2004 XN8                 | 2 dicembre 2004  | NEAT                |
| 207039 -         | 2004 XW8                 | 2 dicembre 2004  | LINEAR              |
| 207040 -         | 2004 XV10                | 3 dicembre 2004  | Spacewatch          |
| 207041 -         | 2004 XX17                | 7 dicembre 2004  | LINEAR              |
| 207042 -         | 2004 XH24                | 9 dicembre 2004  | CSS                 |
| 207043 -         | 2004 XP24                | 9 dicembre 2004  | CSS                 |
| 207044 -         | 2004 XT27                | 10 dicembre 2004 | LINEAR              |
| 207045 -         | 2004 XA31                | 8 dicembre 2004  | LINEAR              |
| 207046 -         | 2004 XM31                | 9 dicembre 2004  | CSS                 |
| 207047 -         | 2004 XP36                | 10 dicembre 2004 | Jarnac              |
| 207048 -         | 2004 XF40                | 10 dicembre 2004 | LINEAR              |
| 207049 -         | 2004 XJ44                | 13 dicembre 2004 | CINEOS              |
| 207050 -         | 2004 XV50                | 14 dicembre 2004 | CINEOS              |
| 207051 -         | 2004 XY50                | 14 dicembre 2004 | CINEOS              |
| 207052 -         | 2004 XK53                | 10 dicembre 2004 | Spacewatch          |
| 207053 -         | 2004 XR58                | 10 dicembre 2004 | Spacewatch          |
| 207054 -         | 2004 XF63                | 12 dicembre 2004 | LONEOS              |
| 207055 -         | 2004 XL64                | 2 dicembre 2004  | Spacewatch          |
| 207056 -         | 2004 XC68                | 3 dicembre 2004  | Spacewatch          |
| 207057 -         | 2004 XF74                | 8 dicembre 2004  | LINEAR              |
| 207058 -         | 2004 XP74                | 8 dicembre 2004  | LINEAR              |
| 207059 -         | 2004 XU77                | 10 dicembre 2004 | LINEAR              |
| 207060 -         | 2004 XX83                | 11 dicembre 2004 | Spacewatch          |
| 207061 -         | 2004 XA84                | 11 dicembre 2004 | Spacewatch          |
| 207062 -         | 2004 XD86                | 13 dicembre 2004 | Spacewatch          |
| 207063 -         | 2004 XD98                | 11 dicembre 2004 | Spacewatch          |
| 207064 -         | 2004 XS99                | 12 dicembre 2004 | Spacewatch          |
| 207065 -         | 2004 XX103               | 9 dicembre 2004  | CSS                 |
| 207066 -         | 2004 XV104               | 10 dicembre 2004 | Spacewatch          |
| 207067 -         | 2004 XW109               | 13 dicembre 2004 | LONEOS              |
| 207068 -         | 2004 XG110               | 14 dicembre 2004 | LINEAR              |
| 207069 -         | 2004 XH112               | 10 dicembre 2004 | Spacewatch          |
| 207070 -         | 2004 XE114               | 10 dicembre 2004 | Spacewatch          |
| 207071 -         | 2004 XY118               | 12 dicembre 2004 | Spacewatch          |
| 207072 -         | 2004 XX120               | 14 dicembre 2004 | LINEAR              |
| 207073 -         | 2004 XR126               | 13 dicembre 2004 | LINEAR              |
| 207074 -         | 2004 XJ128               | 14 dicembre 2004 | LINEAR              |
| 207075 -         | 2004 XV131               | 11 dicembre 2004 | Spacewatch          |
| 207076 -         | 2004 XS132               | 14 dicembre 2004 | LINEAR              |
| 207077 -         | 2004 XP140               | 13 dicembre 2004 | Spacewatch          |
| 207078 -         | 2004 XH141               | 14 dicembre 2004 | LINEAR              |
| 207079 -         | 2004 XQ143               | 9 dicembre 2004  | Spacewatch          |
| 207080 -         | 2004 XR147               | 13 dicembre 2004 | Spacewatch          |
| 207081 -         | 2004 XZ147               | 14 dicembre 2004 | CSS                 |
| 207082 -         | 2004 XZ160               | 14 dicembre 2004 | Spacewatch          |
| 207083 -         | 2004 XA164               | 3 dicembre 2004  | LONEOS              |
| 207084 -         | 2004 XY165               | 2 dicembre 2004  | CSS                 |
| 207085 -         | 2004 XW166               | 2 dicembre 2004  | Spacewatch          |
| 207086 -         | 2004 XQ171               | 10 dicembre 2004 | Spacewatch          |
| 207087 -         | 2004 YX11                | 18 dicembre 2004 | Mount Lemmon Survey |
| 207088 -         | 2004 YV13                | 18 dicembre 2004 | Mount Lemmon Survey |
| 207089 -         | 2004 YS17                | 18 dicembre 2004 | Mount Lemmon Survey |
| 207090 -         | 2004 YW20                | 18 dicembre 2004 | Mount Lemmon Survey |
| 207091 -         | 2005 AQ1                 | 1 gennaio 2005   | CSS                 |
| 207092 -         | 2005 AH4                 | 6 gennaio 2005   | CSS                 |
| 207093 -         | 2005 AU4                 | 6 gennaio 2005   | CSS                 |
| 207094 -         | 2005 AH5                 | 6 gennaio 2005   | CSS                 |
| 207095 -         | 2005 AR6                 | 6 gennaio 2005   | CSS                 |
| 207096 -         | 2005 AT6                 | 6 gennaio 2005   | CSS                 |
| 207097 -         | 2005 AG7                 | 6 gennaio 2005   | CSS                 |
| 207098 -         | 2005 AY7                 | 6 gennaio 2005   | CSS                 |
| 207099 -         | 2005 AS10                | 6 gennaio 2005   | CSS                 |
| 207100 -         | 2005 AK11                | 1 gennaio 2005   | CSS                 |

## 207101-207200
| Nome                | Designazione provvisoria | Data di scoperta | Scopritore          |
| ------------------- | ------------------------ | ---------------- | ------------------- |
| 207101 -            | 2005 AP14                | 1 gennaio 2005   | CSS                 |
| 207102 -            | 2005 AS20                | 6 gennaio 2005   | LINEAR              |
| 207103 -            | 2005 AZ22                | 7 gennaio 2005   | LINEAR              |
| 207104 -            | 2005 AP23                | 7 gennaio 2005   | LINEAR              |
| 207105 -            | 2005 AG24                | 7 gennaio 2005   | CSS                 |
| 207106 -            | 2005 AS24                | 7 gennaio 2005   | CSS                 |
| 207107 -            | 2005 AT24                | 7 gennaio 2005   | CSS                 |
| 207108 -            | 2005 AZ26                | 13 gennaio 2005  | Spacewatch          |
| 207109 Stürmenchopf | 2005 AA27                | 11 gennaio 2005  | Ory, M.             |
| 207110 -            | 2005 AX29                | 8 gennaio 2005   | CINEOS              |
| 207111 -            | 2005 AS30                | 9 gennaio 2005   | Junk Bond           |
| 207112 -            | 2005 AM34                | 13 gennaio 2005  | Spacewatch          |
| 207113 -            | 2005 AS34                | 13 gennaio 2005  | Spacewatch          |
| 207114 -            | 2005 AZ34                | 13 gennaio 2005  | LINEAR              |
| 207115 -            | 2005 AH37                | 13 gennaio 2005  | LINEAR              |
| 207116 -            | 2005 AD43                | 15 gennaio 2005  | LINEAR              |
| 207117 -            | 2005 AP43                | 15 gennaio 2005  | LINEAR              |
| 207118 -            | 2005 AQ48                | 13 gennaio 2005  | Spacewatch          |
| 207119 -            | 2005 AJ50                | 13 gennaio 2005  | CSS                 |
| 207120 -            | 2005 AD55                | 15 gennaio 2005  | LINEAR              |
| 207121 -            | 2005 AT58                | 15 gennaio 2005  | LINEAR              |
| 207122 -            | 2005 AA59                | 15 gennaio 2005  | LINEAR              |
| 207123 -            | 2005 AY61                | 15 gennaio 2005  | Spacewatch          |
| 207124 -            | 2005 AB62                | 15 gennaio 2005  | Spacewatch          |
| 207125 -            | 2005 AX68                | 13 gennaio 2005  | Spacewatch          |
| 207126 -            | 2005 AD69                | 15 gennaio 2005  | CSS                 |
| 207127 -            | 2005 AK69                | 15 gennaio 2005  | LINEAR              |
| 207128 -            | 2005 AJ73                | 15 gennaio 2005  | Spacewatch          |
| 207129 -            | 2005 AV74                | 15 gennaio 2005  | Spacewatch          |
| 207130 -            | 2005 BW                  | 16 gennaio 2005  | Bareggio            |
| 207131 -            | 2005 BM4                 | 16 gennaio 2005  | LINEAR              |
| 207132 -            | 2005 BU5                 | 16 gennaio 2005  | LINEAR              |
| 207133 -            | 2005 BE6                 | 16 gennaio 2005  | LINEAR              |
| 207134 -            | 2005 BO7                 | 16 gennaio 2005  | LINEAR              |
| 207135 -            | 2005 BX7                 | 16 gennaio 2005  | LINEAR              |
| 207136 -            | 2005 BN11                | 16 gennaio 2005  | Spacewatch          |
| 207137 -            | 2005 BC16                | 16 gennaio 2005  | LINEAR              |
| 207138 -            | 2005 BO17                | 16 gennaio 2005  | Spacewatch          |
| 207139 -            | 2005 BL20                | 16 gennaio 2005  | LINEAR              |
| 207140 -            | 2005 BY24                | 17 gennaio 2005  | LINEAR              |
| 207141 -            | 2005 BL27                | 17 gennaio 2005  | Goodricke-Pigott    |
| 207142 -            | 2005 BM29                | 18 gennaio 2005  | Spacewatch          |
| 207143 -            | 2005 CH5                 | 1 febbraio 2005  | Spacewatch          |
| 207144 -            | 2005 CT12                | 2 febbraio 2005  | Spacewatch          |
| 207145 -            | 2005 CT13                | 2 febbraio 2005  | Spacewatch          |
| 207146 -            | 2005 CB15                | 2 febbraio 2005  | Spacewatch          |
| 207147 -            | 2005 CV16                | 2 febbraio 2005  | LINEAR              |
| 207148 -            | 2005 CH17                | 2 febbraio 2005  | LINEAR              |
| 207149 -            | 2005 CA18                | 2 febbraio 2005  | CSS                 |
| 207150 -            | 2005 CV19                | 2 febbraio 2005  | CSS                 |
| 207151 -            | 2005 CB21                | 2 febbraio 2005  | CSS                 |
| 207152 -            | 2005 CT21                | 2 febbraio 2005  | NEAT                |
| 207153 -            | 2005 CF25                | 4 febbraio 2005  | NEAT                |
| 207154 -            | 2005 CQ25                | 2 febbraio 2005  | CSS                 |
| 207155 -            | 2005 CN26                | 1 febbraio 2005  | Spacewatch          |
| 207156 -            | 2005 CD27                | 1 febbraio 2005  | Spacewatch          |
| 207157 -            | 2005 CL28                | 1 febbraio 2005  | Spacewatch          |
| 207158 -            | 2005 CF34                | 2 febbraio 2005  | Spacewatch          |
| 207159 -            | 2005 CT36                | 3 febbraio 2005  | LINEAR              |
| 207160 -            | 2005 CQ38                | 3 febbraio 2005  | LINEAR              |
| 207161 -            | 2005 CT43                | 2 febbraio 2005  | CSS                 |
| 207162 -            | 2005 CH47                | 2 febbraio 2005  | Spacewatch          |
| 207163 -            | 2005 CW47                | 2 febbraio 2005  | Spacewatch          |
| 207164 -            | 2005 CY47                | 2 febbraio 2005  | Spacewatch          |
| 207165 -            | 2005 CZ47                | 2 febbraio 2005  | Spacewatch          |
| 207166 -            | 2005 CV50                | 2 febbraio 2005  | LINEAR              |
| 207167 -            | 2005 CR52                | 3 febbraio 2005  | LINEAR              |
| 207168 -            | 2005 CQ53                | 3 febbraio 2005  | LINEAR              |
| 207169 -            | 2005 CO56                | 9 febbraio 2005  | Mount Lemmon Survey |
| 207170 -            | 2005 CO58                | 2 febbraio 2005  | CSS                 |
| 207171 -            | 2005 CS59                | 2 febbraio 2005  | LINEAR              |
| 207172 -            | 2005 CX62                | 9 febbraio 2005  | Spacewatch          |
| 207173 -            | 2005 CJ66                | 9 febbraio 2005  | Spacewatch          |
| 207174 -            | 2005 CK67                | 15 febbraio 2005 | Sposetti, S.        |
| 207175 -            | 2005 CL67                | 15 febbraio 2005 | Sposetti, S.        |
| 207176 -            | 2005 CU67                | 2 febbraio 2005  | Spacewatch          |
| 207177 -            | 2005 CU68                | 3 febbraio 2005  | LINEAR              |
| 207178 -            | 2005 CL76                | 3 febbraio 2005  | LINEAR              |
| 207179 -            | 2005 CP78                | 14 febbraio 2005 | LINEAR              |
| 207180 -            | 2005 EU                  | 2 marzo 2005     | Lowe, A.            |
| 207181 -            | 2005 EJ6                 | 1 marzo 2005     | Spacewatch          |
| 207182 -            | 2005 EB10                | 2 marzo 2005     | Spacewatch          |
| 207183 -            | 2005 EU12                | 2 marzo 2005     | CSS                 |
| 207184 -            | 2005 EZ14                | 3 marzo 2005     | Spacewatch          |
| 207185 -            | 2005 EH16                | 3 marzo 2005     | Spacewatch          |
| 207186 -            | 2005 EQ18                | 3 marzo 2005     | Spacewatch          |
| 207187 -            | 2005 EE21                | 3 marzo 2005     | CSS                 |
| 207188 -            | 2005 EK26                | 3 marzo 2005     | CSS                 |
| 207189 -            | 2005 EP29                | 3 marzo 2005     | CSS                 |
| 207190 -            | 2005 EY33                | 1 marzo 2005     | Spacewatch          |
| 207191 -            | 2005 EF35                | 3 marzo 2005     | Spacewatch          |
| 207192 -            | 2005 EB38                | 4 marzo 2005     | Spacewatch          |
| 207193 -            | 2005 EZ38                | 3 marzo 2005     | Tucker, R. A.       |
| 207194 -            | 2005 EB43                | 3 marzo 2005     | Spacewatch          |
| 207195 -            | 2005 EQ44                | 3 marzo 2005     | Spacewatch          |
| 207196 -            | 2005 EQ47                | 3 marzo 2005     | CSS                 |
| 207197 -            | 2005 EE48                | 3 marzo 2005     | CSS                 |
| 207198 -            | 2005 EN49                | 3 marzo 2005     | CSS                 |
| 207199 -            | 2005 ER49                | 3 marzo 2005     | CSS                 |
| 207200 -            | 2005 EJ50                | 3 marzo 2005     | CSS                 |

## 207201-207300
| Nome     | Designazione provvisoria | Data di scoperta | Scopritore           |
| -------- | ------------------------ | ---------------- | -------------------- |
| 207201 - | 2005 EJ52                | 4 marzo 2005     | Spacewatch           |
| 207202 - | 2005 EZ53                | 4 marzo 2005     | Spacewatch           |
| 207203 - | 2005 EN62                | 4 marzo 2005     | Mount Lemmon Survey  |
| 207204 - | 2005 EX64                | 4 marzo 2005     | LINEAR               |
| 207205 - | 2005 ED66                | 4 marzo 2005     | CSS                  |
| 207206 - | 2005 EL66                | 4 marzo 2005     | CSS                  |
| 207207 - | 2005 EP69                | 4 marzo 2005     | CSS                  |
| 207208 - | 2005 EC72                | 2 marzo 2005     | CSS                  |
| 207209 - | 2005 ES72                | 2 marzo 2005     | CSS                  |
| 207210 - | 2005 EF74                | 3 marzo 2005     | Spacewatch           |
| 207211 - | 2005 EH76                | 3 marzo 2005     | Spacewatch           |
| 207212 - | 2005 EK76                | 3 marzo 2005     | Spacewatch           |
| 207213 - | 2005 ES76                | 3 marzo 2005     | Spacewatch           |
| 207214 - | 2005 EX78                | 3 marzo 2005     | CSS                  |
| 207215 - | 2005 EF81                | 4 marzo 2005     | Spacewatch           |
| 207216 - | 2005 ED86                | 4 marzo 2005     | LINEAR               |
| 207217 - | 2005 EX87                | 4 marzo 2005     | Mount Lemmon Survey  |
| 207218 - | 2005 EG89                | 8 marzo 2005     | Spacewatch           |
| 207219 - | 2005 ED93                | 8 marzo 2005     | LINEAR               |
| 207220 - | 2005 EY96                | 3 marzo 2005     | CSS                  |
| 207221 - | 2005 EE112               | 4 marzo 2005     | LINEAR               |
| 207222 - | 2005 EQ113               | 4 marzo 2005     | LINEAR               |
| 207223 - | 2005 EV115               | 4 marzo 2005     | Mount Lemmon Survey  |
| 207224 - | 2005 EG135               | 9 marzo 2005     | Mount Lemmon Survey  |
| 207225 - | 2005 EW135               | 9 marzo 2005     | LONEOS               |
| 207226 - | 2005 EX145               | 10 marzo 2005    | Mount Lemmon Survey  |
| 207227 - | 2005 EL147               | 10 marzo 2005    | Mount Lemmon Survey  |
| 207228 - | 2005 EE149               | 10 marzo 2005    | Spacewatch           |
| 207229 - | 2005 EA155               | 8 marzo 2005     | Mount Lemmon Survey  |
| 207230 - | 2005 ED155               | 8 marzo 2005     | Mount Lemmon Survey  |
| 207231 - | 2005 EM155               | 8 marzo 2005     | Mount Lemmon Survey  |
| 207232 - | 2005 EN156               | 9 marzo 2005     | CSS                  |
| 207233 - | 2005 EC159               | 9 marzo 2005     | Mount Lemmon Survey  |
| 207234 - | 2005 EH159               | 9 marzo 2005     | Mount Lemmon Survey  |
| 207235 - | 2005 EB163               | 10 marzo 2005    | Mount Lemmon Survey  |
| 207236 - | 2005 EG163               | 10 marzo 2005    | Mount Lemmon Survey  |
| 207237 - | 2005 EE166               | 11 marzo 2005    | Mount Lemmon Survey  |
| 207238 - | 2005 EE168               | 11 marzo 2005    | Mount Lemmon Survey  |
| 207239 - | 2005 EJ168               | 11 marzo 2005    | Mount Lemmon Survey  |
| 207240 - | 2005 EB169               | 11 marzo 2005    | CSS                  |
| 207241 - | 2005 EJ172               | 8 marzo 2005     | LONEOS               |
| 207242 - | 2005 EJ180               | 9 marzo 2005     | Spacewatch           |
| 207243 - | 2005 EU183               | 9 marzo 2005     | Mount Lemmon Survey  |
| 207244 - | 2005 EH184               | 9 marzo 2005     | Mount Lemmon Survey  |
| 207245 - | 2005 ER198               | 11 marzo 2005    | Mount Lemmon Survey  |
| 207246 - | 2005 EN209               | 4 marzo 2005     | LINEAR               |
| 207247 - | 2005 EO211               | 4 marzo 2005     | LINEAR               |
| 207248 - | 2005 EN213               | 4 marzo 2005     | Mount Lemmon Survey  |
| 207249 - | 2005 EF217               | 9 marzo 2005     | LINEAR               |
| 207250 - | 2005 EC218               | 9 marzo 2005     | LONEOS               |
| 207251 - | 2005 EC222               | 4 marzo 2005     | LINEAR               |
| 207252 - | 2005 EY231               | 10 marzo 2005    | Mount Lemmon Survey  |
| 207253 - | 2005 EC234               | 10 marzo 2005    | LONEOS               |
| 207254 - | 2005 EX242               | 11 marzo 2005    | CSS                  |
| 207255 - | 2005 EJ243               | 11 marzo 2005    | CSS                  |
| 207256 - | 2005 EL247               | 12 marzo 2005    | Spacewatch           |
| 207257 - | 2005 EH248               | 12 marzo 2005    | Spacewatch           |
| 207258 - | 2005 EW250               | 9 marzo 2005     | LINEAR               |
| 207259 - | 2005 EZ250               | 10 marzo 2005    | CSS                  |
| 207260 - | 2005 ES251               | 10 marzo 2005    | CSS                  |
| 207261 - | 2005 EP253               | 11 marzo 2005    | Spacewatch           |
| 207262 - | 2005 ER256               | 11 marzo 2005    | LONEOS               |
| 207263 - | 2005 EO260               | 11 marzo 2005    | Spacewatch           |
| 207264 - | 2005 EW266               | 13 marzo 2005    | Spacewatch           |
| 207265 - | 2005 EQ271               | 1 marzo 2005     | Spacewatch           |
| 207266 - | 2005 EX271               | 4 marzo 2005     | Mount Lemmon Survey  |
| 207267 - | 2005 EK280               | 10 marzo 2005    | CSS                  |
| 207268 - | 2005 EH281               | 10 marzo 2005    | LONEOS               |
| 207269 - | 2005 EJ288               | 8 marzo 2005     | LONEOS               |
| 207270 - | 2005 EA293               | 10 marzo 2005    | CSS                  |
| 207271 - | 2005 ER307               | 8 marzo 2005     | Mount Lemmon Survey  |
| 207272 - | 2005 EB308               | 8 marzo 2005     | Mount Lemmon Survey  |
| 207273 - | 2005 EL321               | 8 marzo 2005     | Lowe, A.             |
| 207274 - | 2005 EL325               | 10 marzo 2005    | CSS                  |
| 207275 - | 2005 EG327               | 14 marzo 2005    | Mount Lemmon Survey  |
| 207276 - | 2005 EV327               | 1 marzo 2005     | CSS                  |
| 207277 - | 2005 FC6                 | 31 marzo 2005    | LONEOS               |
| 207278 - | 2005 FL6                 | 30 marzo 2005    | CSS                  |
| 207279 - | 2005 FW6                 | 30 marzo 2005    | CSS                  |
| 207280 - | 2005 FX7                 | 30 marzo 2005    | CSS                  |
| 207281 - | 2005 GT2                 | 1 aprile 2005    | LONEOS               |
| 207282 - | 2005 GO5                 | 1 aprile 2005    | Spacewatch           |
| 207283 - | 2005 GC8                 | 2 aprile 2005    | LONEOS               |
| 207284 - | 2005 GV11                | 1 aprile 2005    | LONEOS               |
| 207285 - | 2005 GE12                | 1 aprile 2005    | LONEOS               |
| 207286 - | 2005 GZ12                | 1 aprile 2005    | LONEOS               |
| 207287 - | 2005 GN13                | 1 aprile 2005    | LONEOS               |
| 207288 - | 2005 GJ14                | 2 aprile 2005    | Spacewatch           |
| 207289 - | 2005 GY22                | 1 aprile 2005    | LONEOS               |
| 207290 - | 2005 GT24                | 2 aprile 2005    | NEAT                 |
| 207291 - | 2005 GK27                | 3 aprile 2005    | NEAT                 |
| 207292 - | 2005 GJ28                | 4 aprile 2005    | Spacewatch           |
| 207293 - | 2005 GW30                | 4 aprile 2005    | Mount Lemmon Survey  |
| 207294 - | 2005 GZ32                | 4 aprile 2005    | Mount Lemmon Survey  |
| 207295 - | 2005 GH35                | 2 aprile 2005    | NEAT                 |
| 207296 - | 2005 GJ38                | 3 aprile 2005    | Siding Spring Survey |
| 207297 - | 2005 GU38                | 4 aprile 2005    | CSS                  |
| 207298 - | 2005 GF43                | 5 aprile 2005    | NEAT                 |
| 207299 - | 2005 GR45                | 5 aprile 2005    | CSS                  |
| 207300 - | 2005 GA48                | 5 aprile 2005    | NEAT                 |

## 207301-207400
| Nome                  | Designazione provvisoria | Data di scoperta | Scopritore           |
| --------------------- | ------------------------ | ---------------- | -------------------- |
| 207301 -              | 2005 GD50                | 5 aprile 2005    | Mount Lemmon Survey  |
| 207302 -              | 2005 GX50                | 1 aprile 2005    | LONEOS               |
| 207303 -              | 2005 GX51                | 2 aprile 2005    | Mount Lemmon Survey  |
| 207304 -              | 2005 GK56                | 6 aprile 2005    | Mount Lemmon Survey  |
| 207305 -              | 2005 GN56                | 6 aprile 2005    | Mount Lemmon Survey  |
| 207306 -              | 2005 GP56                | 6 aprile 2005    | Spacewatch           |
| 207307 -              | 2005 GQ64                | 2 aprile 2005    | CSS                  |
| 207308 -              | 2005 GC70                | 4 aprile 2005    | Spacewatch           |
| 207309 -              | 2005 GL77                | 6 aprile 2005    | CSS                  |
| 207310 -              | 2005 GZ77                | 6 aprile 2005    | CSS                  |
| 207311 -              | 2005 GA80                | 7 aprile 2005    | LONEOS               |
| 207312 -              | 2005 GU81                | 4 aprile 2005    | Spacewatch           |
| 207313 -              | 2005 GB94                | 6 aprile 2005    | Mount Lemmon Survey  |
| 207314 -              | 2005 GP94                | 6 aprile 2005    | Spacewatch           |
| 207315 -              | 2005 GB95                | 6 aprile 2005    | Spacewatch           |
| 207316 -              | 2005 GN96                | 6 aprile 2005    | Mount Lemmon Survey  |
| 207317 -              | 2005 GN98                | 7 aprile 2005    | Spacewatch           |
| 207318 -              | 2005 GW103               | 9 aprile 2005    | CSS                  |
| 207319 Eugenemar      | 2005 GZ109               | 10 aprile 2005   | Grauer, A. D.        |
| 207320 -              | 2005 GJ110               | 10 aprile 2005   | Mount Lemmon Survey  |
| 207321 Crawshaw       | 2005 GL110               | 10 aprile 2005   | Grauer, A. D.        |
| 207322 -              | 2005 GY111               | 6 aprile 2005    | CSS                  |
| 207323 -              | 2005 GQ119               | 10 aprile 2005   | Siding Spring Survey |
| 207324 -              | 2005 GV130               | 9 aprile 2005    | Spacewatch           |
| 207325 -              | 2005 GC132               | 10 aprile 2005   | Spacewatch           |
| 207326 -              | 2005 GK135               | 10 aprile 2005   | Spacewatch           |
| 207327 -              | 2005 GE140               | 12 aprile 2005   | Mount Lemmon Survey  |
| 207328 -              | 2005 GW145               | 11 aprile 2005   | Spacewatch           |
| 207329 -              | 2005 GH147               | 11 aprile 2005   | Spacewatch           |
| 207330 -              | 2005 GS147               | 11 aprile 2005   | Spacewatch           |
| 207331 -              | 2005 GH157               | 11 aprile 2005   | LONEOS               |
| 207332 -              | 2005 GA162               | 14 aprile 2005   | Spacewatch           |
| 207333 -              | 2005 GX172               | 14 aprile 2005   | Spacewatch           |
| 207334 -              | 2005 GN181               | 12 aprile 2005   | Spacewatch           |
| 207335 -              | 2005 GD209               | 2 aprile 2005    | CSS                  |
| 207336 -              | 2005 GV225               | 4 aprile 2005    | Spacewatch           |
| 207337 -              | 2005 HB2                 | 16 aprile 2005   | Spacewatch           |
| 207338 -              | 2005 HG2                 | 17 aprile 2005   | Spacewatch           |
| 207339 -              | 2005 HQ3                 | 19 aprile 2005   | CSS                  |
| 207340 -              | 2005 JQ2                 | 3 maggio 2005    | Spacewatch           |
| 207341 Isabelmartin   | 2005 JD22                | 3 maggio 2005    | Lacruz, J.           |
| 207342 -              | 2005 JU22                | 1 maggio 2005    | NEAT                 |
| 207343 -              | 2005 JG26                | 3 maggio 2005    | Spacewatch           |
| 207344 -              | 2005 JQ29                | 3 maggio 2005    | LINEAR               |
| 207345 -              | 2005 JX30                | 4 maggio 2005    | Mount Lemmon Survey  |
| 207346 -              | 2005 JV32                | 4 maggio 2005    | Mount Lemmon Survey  |
| 207347 -              | 2005 JW35                | 4 maggio 2005    | Spacewatch           |
| 207348 -              | 2005 JD48                | 3 maggio 2005    | Spacewatch           |
| 207349 -              | 2005 JE54                | 4 maggio 2005    | Spacewatch           |
| 207350 -              | 2005 JH59                | 8 maggio 2005    | Mount Lemmon Survey  |
| 207351 -              | 2005 JP68                | 6 maggio 2005    | CSS                  |
| 207352 -              | 2005 JT69                | 7 maggio 2005    | Spacewatch           |
| 207353 -              | 2005 JA91                | 11 maggio 2005   | NEAT                 |
| 207354 -              | 2005 JK114               | 10 maggio 2005   | LONEOS               |
| 207355 -              | 2005 JU118               | 10 maggio 2005   | Spacewatch           |
| 207356 -              | 2005 JU135               | 8 maggio 2005    | Spacewatch           |
| 207357 -              | 2005 JY135               | 8 maggio 2005    | CSS                  |
| 207358 -              | 2005 JK136               | 11 maggio 2005   | CSS                  |
| 207359 -              | 2005 JD137               | 13 maggio 2005   | Spacewatch           |
| 207360 -              | 2005 JD138               | 13 maggio 2005   | Spacewatch           |
| 207361 -              | 2005 JW145               | 12 maggio 2005   | Mount Lemmon Survey  |
| 207362 -              | 2005 JE147               | 15 maggio 2005   | NEAT                 |
| 207363 -              | 2005 JE148               | 15 maggio 2005   | NEAT                 |
| 207364 -              | 2005 JR162               | 8 maggio 2005    | Spacewatch           |
| 207365 -              | 2005 JJ163               | 8 maggio 2005    | Siding Spring Survey |
| 207366 -              | 2005 KA8                 | 20 maggio 2005   | Mount Lemmon Survey  |
| 207367 -              | 2005 LR2                 | 2 giugno 2005    | CSS                  |
| 207368 -              | 2005 LG10                | 3 giugno 2005    | Spacewatch           |
| 207369 -              | 2005 LL11                | 3 giugno 2005    | Spacewatch           |
| 207370 -              | 2005 LZ16                | 6 giugno 2005    | Spacewatch           |
| 207371 -              | 2005 LJ33                | 10 giugno 2005   | Spacewatch           |
| 207372 -              | 2005 LB36                | 12 giugno 2005   | Mount Lemmon Survey  |
| 207373 -              | 2005 LB39                | 11 giugno 2005   | Spacewatch           |
| 207374 -              | 2005 LJ42                | 13 giugno 2005   | Mount Lemmon Survey  |
| 207375 -              | 2005 MC14                | 28 giugno 2005   | Spacewatch           |
| 207376 -              | 2005 MR41                | 30 giugno 2005   | Spacewatch           |
| 207377 -              | 2005 NG18                | 4 luglio 2005    | Mount Lemmon Survey  |
| 207378 -              | 2005 NE28                | 5 luglio 2005    | NEAT                 |
| 207379 -              | 2005 NJ38                | 6 luglio 2005    | Spacewatch           |
| 207380 -              | 2005 OH7                 | 28 luglio 2005   | NEAT                 |
| 207381 -              | 2005 QW7                 | 24 agosto 2005   | NEAT                 |
| 207382 -              | 2005 QU28                | 28 agosto 2005   | Kandler, J.          |
| 207383 -              | 2005 QT123               | 28 agosto 2005   | Spacewatch           |
| 207384 -              | 2005 QO173               | 29 agosto 2005   | NEAT                 |
| 207385 Maxou          | 2005 RU4                 | 4 settembre 2005 | Kocher, P.           |
| 207386 -              | 2005 TN105               | 8 ottobre 2005   | CSS                  |
| 207387 -              | 2005 TT127               | 7 ottobre 2005   | Spacewatch           |
| 207388 -              | 2005 TT170               | 12 ottobre 2005  | Spacewatch           |
| 207389 -              | 2005 VK7                 | 12 novembre 2005 | LINEAR               |
| 207390 -              | 2005 VJ99                | 11 novembre 2005 | LINEAR               |
| 207391 -              | 2005 WT3                 | 22 novembre 2005 | LINEAR               |
| 207392 -              | 2005 WO54                | 25 novembre 2005 | Spacewatch           |
| 207393 -              | 2005 WM56                | 22 novembre 2005 | Spacewatch           |
| 207394 Rickfitzgerald | 2005 XL101               | 1 dicembre 2005  | Buie, M. W.          |
| 207395 -              | 2005 YW118               | 26 dicembre 2005 | Mount Lemmon Survey  |
| 207396 -              | 2005 YE254               | 29 dicembre 2005 | Spacewatch           |
| 207397 -              | 2005 YZ273               | 30 dicembre 2005 | Mount Lemmon Survey  |
| 207398 -              | 2006 AS2                 | 5 gennaio 2006   | Mount Lemmon Survey  |
| 207399 -              | 2006 AG40                | 7 gennaio 2006   | Mount Lemmon Survey  |
| 207400 -              | 2006 BN53                | 25 gennaio 2006  | Spacewatch           |

## 207401-207500
| Nome         | Designazione provvisoria | Data di scoperta | Scopritore           |
| ------------ | ------------------------ | ---------------- | -------------------- |
| 207401 -     | 2006 BE62                | 22 gennaio 2006  | CSS                  |
| 207402 -     | 2006 BR80                | 23 gennaio 2006  | Spacewatch           |
| 207403 -     | 2006 BB83                | 24 gennaio 2006  | LINEAR               |
| 207404 -     | 2006 BU91                | 26 gennaio 2006  | Spacewatch           |
| 207405 -     | 2006 BP103               | 23 gennaio 2006  | Mount Lemmon Survey  |
| 207406 -     | 2006 BG147               | 26 gennaio 2006  | Mount Lemmon Survey  |
| 207407 -     | 2006 BZ168               | 26 gennaio 2006  | Mount Lemmon Survey  |
| 207408 -     | 2006 BY172               | 27 gennaio 2006  | Spacewatch           |
| 207409 -     | 2006 BD213               | 30 gennaio 2006  | Bickel, W.           |
| 207410 -     | 2006 BC252               | 31 gennaio 2006  | Spacewatch           |
| 207411 -     | 2006 BH267               | 26 gennaio 2006  | LONEOS               |
| 207412 -     | 2006 BM275               | 31 gennaio 2006  | Mount Lemmon Survey  |
| 207413 -     | 2006 DF4                 | 20 febbraio 2006 | CSS                  |
| 207414 -     | 2006 DG27                | 20 febbraio 2006 | Spacewatch           |
| 207415 -     | 2006 DY33                | 20 febbraio 2006 | Spacewatch           |
| 207416 -     | 2006 DC34                | 20 febbraio 2006 | Spacewatch           |
| 207417 -     | 2006 DA44                | 20 febbraio 2006 | Spacewatch           |
| 207418 -     | 2006 DM54                | 24 febbraio 2006 | Spacewatch           |
| 207419 -     | 2006 DG59                | 24 febbraio 2006 | Mount Lemmon Survey  |
| 207420 Jehin | 2006 DR65                | 21 febbraio 2006 | LONEOS               |
| 207421 -     | 2006 DK79                | 24 febbraio 2006 | Spacewatch           |
| 207422 -     | 2006 DM82                | 24 febbraio 2006 | Spacewatch           |
| 207423 -     | 2006 DH84                | 24 febbraio 2006 | Spacewatch           |
| 207424 -     | 2006 DG94                | 24 febbraio 2006 | Spacewatch           |
| 207425 -     | 2006 DA97                | 24 febbraio 2006 | Mount Lemmon Survey  |
| 207426 -     | 2006 DG102               | 25 febbraio 2006 | Spacewatch           |
| 207427 -     | 2006 DA104               | 25 febbraio 2006 | Mount Lemmon Survey  |
| 207428 -     | 2006 DF105               | 25 febbraio 2006 | Mount Lemmon Survey  |
| 207429 -     | 2006 DY105               | 25 febbraio 2006 | Mount Lemmon Survey  |
| 207430 -     | 2006 DT114               | 27 febbraio 2006 | Spacewatch           |
| 207431 -     | 2006 DS145               | 25 febbraio 2006 | Mount Lemmon Survey  |
| 207432 -     | 2006 DE187               | 27 febbraio 2006 | Spacewatch           |
| 207433 -     | 2006 DG190               | 27 febbraio 2006 | Spacewatch           |
| 207434 -     | 2006 DR192               | 27 febbraio 2006 | Spacewatch           |
| 207435 -     | 2006 DA199               | 28 febbraio 2006 | LINEAR               |
| 207436 -     | 2006 DB208               | 25 febbraio 2006 | Spacewatch           |
| 207437 -     | 2006 DH209               | 27 febbraio 2006 | Spacewatch           |
| 207438 -     | 2006 DQ214               | 21 febbraio 2006 | Mount Lemmon Survey  |
| 207439 -     | 2006 EG1                 | 5 marzo 2006     | Mount Lemmon Survey  |
| 207440 -     | 2006 EW5                 | 2 marzo 2006     | Spacewatch           |
| 207441 -     | 2006 ED16                | 2 marzo 2006     | Spacewatch           |
| 207442 -     | 2006 EF16                | 2 marzo 2006     | Spacewatch           |
| 207443 -     | 2006 EQ23                | 3 marzo 2006     | Spacewatch           |
| 207444 -     | 2006 EG31                | 3 marzo 2006     | Spacewatch           |
| 207445 -     | 2006 EU45                | 3 marzo 2006     | Spacewatch           |
| 207446 -     | 2006 EC63                | 5 marzo 2006     | Spacewatch           |
| 207447 -     | 2006 EX65                | 5 marzo 2006     | Spacewatch           |
| 207448 -     | 2006 FV12                | 23 marzo 2006    | Spacewatch           |
| 207449 -     | 2006 FR17                | 23 marzo 2006    | Spacewatch           |
| 207450 -     | 2006 FZ23                | 24 marzo 2006    | Spacewatch           |
| 207451 -     | 2006 FH34                | 24 marzo 2006    | CSS                  |
| 207452 -     | 2006 FV36                | 23 marzo 2006    | LINEAR               |
| 207453 -     | 2006 FH37                | 24 marzo 2006    | LINEAR               |
| 207454 -     | 2006 FU40                | 26 marzo 2006    | Mount Lemmon Survey  |
| 207455 -     | 2006 GV4                 | 2 aprile 2006    | Spacewatch           |
| 207456 -     | 2006 GZ6                 | 2 aprile 2006    | Spacewatch           |
| 207457 -     | 2006 GQ9                 | 2 aprile 2006    | Spacewatch           |
| 207458 -     | 2006 GG15                | 2 aprile 2006    | Spacewatch           |
| 207459 -     | 2006 GJ19                | 2 aprile 2006    | Spacewatch           |
| 207460 -     | 2006 GX32                | 7 aprile 2006    | Spacewatch           |
| 207461 -     | 2006 GG36                | 7 aprile 2006    | LONEOS               |
| 207462 -     | 2006 GG37                | 8 aprile 2006    | Mount Lemmon Survey  |
| 207463 -     | 2006 GW38                | 6 aprile 2006    | Siding Spring Survey |
| 207464 -     | 2006 GH40                | 6 aprile 2006    | LINEAR               |
| 207465 -     | 2006 GN41                | 7 aprile 2006    | CSS                  |
| 207466 -     | 2006 GH42                | 9 aprile 2006    | LINEAR               |
| 207467 -     | 2006 GL43                | 2 aprile 2006    | Spacewatch           |
| 207468 -     | 2006 GE46                | 8 aprile 2006    | Spacewatch           |
| 207469 -     | 2006 GK49                | 6 aprile 2006    | LINEAR               |
| 207470 -     | 2006 HZ3                 | 18 aprile 2006   | NEAT                 |
| 207471 -     | 2006 HL6                 | 18 aprile 2006   | LONEOS               |
| 207472 -     | 2006 HT6                 | 18 aprile 2006   | LONEOS               |
| 207473 -     | 2006 HU13                | 19 aprile 2006   | NEAT                 |
| 207474 -     | 2006 HP16                | 20 aprile 2006   | Spacewatch           |
| 207475 -     | 2006 HS20                | 19 aprile 2006   | Mount Lemmon Survey  |
| 207476 -     | 2006 HJ22                | 20 aprile 2006   | Spacewatch           |
| 207477 -     | 2006 HK23                | 20 aprile 2006   | Spacewatch           |
| 207478 -     | 2006 HD25                | 20 aprile 2006   | CSS                  |
| 207479 -     | 2006 HL27                | 20 aprile 2006   | Mount Lemmon Survey  |
| 207480 -     | 2006 HC29                | 21 aprile 2006   | CSS                  |
| 207481 Kékes | 2006 HC31                | 24 aprile 2006   | Sárneczky, K.        |
| 207482 -     | 2006 HN31                | 18 aprile 2006   | NEAT                 |
| 207483 -     | 2006 HD41                | 21 aprile 2006   | Spacewatch           |
| 207484 -     | 2006 HY42                | 24 aprile 2006   | Mount Lemmon Survey  |
| 207485 -     | 2006 HN46                | 19 aprile 2006   | CSS                  |
| 207486 -     | 2006 HE48                | 24 aprile 2006   | Spacewatch           |
| 207487 -     | 2006 HS51                | 26 aprile 2006   | Broughton, J.        |
| 207488 -     | 2006 HV51                | 26 aprile 2006   | Broughton, J.        |
| 207489 -     | 2006 HT53                | 19 aprile 2006   | CSS                  |
| 207490 -     | 2006 HC54                | 20 aprile 2006   | CSS                  |
| 207491 -     | 2006 HS59                | 24 aprile 2006   | LINEAR               |
| 207492 -     | 2006 HT61                | 24 aprile 2006   | Spacewatch           |
| 207493 -     | 2006 HG66                | 24 aprile 2006   | Spacewatch           |
| 207494 -     | 2006 HV68                | 24 aprile 2006   | Spacewatch           |
| 207495 -     | 2006 HK72                | 25 aprile 2006   | Spacewatch           |
| 207496 -     | 2006 HU78                | 26 aprile 2006   | Spacewatch           |
| 207497 -     | 2006 HO90                | 26 aprile 2006   | Spacewatch           |
| 207498 -     | 2006 HH98                | 30 aprile 2006   | Spacewatch           |
| 207499 -     | 2006 HW108               | 30 aprile 2006   | CSS                  |
| 207500 -     | 2006 HC111               | 19 aprile 2006   | CSS                  |

## 207501-207600
| Nome                | Designazione provvisoria | Data di scoperta | Scopritore           |
| ------------------- | ------------------------ | ---------------- | -------------------- |
| 207501 -            | 2006 HQ111               | 29 aprile 2006   | Siding Spring Survey |
| 207502 -            | 2006 HZ111               | 30 aprile 2006   | CSS                  |
| 207503 -            | 2006 HY120               | 30 aprile 2006   | Spacewatch           |
| 207504 Markusovszky | 2006 HK152               | 25 aprile 2006   | Sárneczky, K.        |
| 207505 -            | 2006 JU1                 | 1 maggio 2006    | LINEAR               |
| 207506 -            | 2006 JU4                 | 2 maggio 2006    | Mount Lemmon Survey  |
| 207507 -            | 2006 JX5                 | 3 maggio 2006    | Mount Lemmon Survey  |
| 207508 -            | 2006 JA12                | 1 maggio 2006    | Spacewatch           |
| 207509 -            | 2006 JP12                | 1 maggio 2006    | Spacewatch           |
| 207510 -            | 2006 JF14                | 4 maggio 2006    | Mount Lemmon Survey  |
| 207511 -            | 2006 JT16                | 2 maggio 2006    | Spacewatch           |
| 207512 -            | 2006 JU17                | 2 maggio 2006    | Mount Lemmon Survey  |
| 207513 -            | 2006 JO28                | 3 maggio 2006    | Spacewatch           |
| 207514 -            | 2006 JD29                | 3 maggio 2006    | Spacewatch           |
| 207515 -            | 2006 JO30                | 3 maggio 2006    | Spacewatch           |
| 207516 -            | 2006 JE34                | 4 maggio 2006    | Spacewatch           |
| 207517 -            | 2006 JN34                | 4 maggio 2006    | Spacewatch           |
| 207518 -            | 2006 JC36                | 4 maggio 2006    | Spacewatch           |
| 207519 -            | 2006 JR40                | 7 maggio 2006    | Spacewatch           |
| 207520 -            | 2006 JH45                | 7 maggio 2006    | Mount Lemmon Survey  |
| 207521 -            | 2006 JD49                | 1 maggio 2006    | Healy, D.            |
| 207522 -            | 2006 JB54                | 7 maggio 2006    | Mount Lemmon Survey  |
| 207523 -            | 2006 JE54                | 7 maggio 2006    | Mount Lemmon Survey  |
| 207524 -            | 2006 JV79                | 9 maggio 2006    | Mount Lemmon Survey  |
| 207525 -            | 2006 JW79                | 6 maggio 2006    | Mount Lemmon Survey  |
| 207526 -            | 2006 JP80                | 8 maggio 2006    | Mount Lemmon Survey  |
| 207527 -            | 2006 KF                  | 16 maggio 2006   | NEAT                 |
| 207528 -            | 2006 KJ2                 | 18 maggio 2006   | NEAT                 |
| 207529 -            | 2006 KB4                 | 19 maggio 2006   | LONEOS               |
| 207530 -            | 2006 KT11                | 19 maggio 2006   | NEAT                 |
| 207531 -            | 2006 KQ13                | 20 maggio 2006   | NEAT                 |
| 207532 -            | 2006 KU21                | 19 maggio 2006   | Mount Lemmon Survey  |
| 207533 -            | 2006 KM23                | 16 maggio 2006   | Siding Spring Survey |
| 207534 -            | 2006 KZ25                | 20 maggio 2006   | Spacewatch           |
| 207535 -            | 2006 KP32                | 20 maggio 2006   | Spacewatch           |
| 207536 -            | 2006 KE38                | 16 maggio 2006   | Siding Spring Survey |
| 207537 -            | 2006 KF39                | 18 maggio 2006   | NEAT                 |
| 207538 -            | 2006 KM52                | 21 maggio 2006   | Spacewatch           |
| 207539 -            | 2006 KR54                | 21 maggio 2006   | Spacewatch           |
| 207540 -            | 2006 KD56                | 21 maggio 2006   | Siding Spring Survey |
| 207541 -            | 2006 KT57                | 22 maggio 2006   | Spacewatch           |
| 207542 -            | 2006 KW57                | 22 maggio 2006   | Spacewatch           |
| 207543 -            | 2006 KK61                | 22 maggio 2006   | Spacewatch           |
| 207544 -            | 2006 KX90                | 24 maggio 2006   | NEAT                 |
| 207545 -            | 2006 KK120               | 31 maggio 2006   | Spacewatch           |
| 207546 -            | 2006 LL                  | 1 giugno 2006    | Mount Lemmon Survey  |
| 207547 Charito      | 2006 LO                  | 2 giugno 2006    | Lacruz, J.           |
| 207548 -            | 2006 LZ                  | 4 giugno 2006    | Young, J. W.         |
| 207549 -            | 2006 LR1                 | 5 giugno 2006    | LINEAR               |
| 207550 -            | 2006 LM2                 | 2 giugno 2006    | Mount Lemmon Survey  |
| 207551 -            | 2006 LS3                 | 15 giugno 2006   | Spacewatch           |
| 207552 -            | 2006 LL4                 | 10 giugno 2006   | NEAT                 |
| 207553 -            | 2006 LU4                 | 6 giugno 2006    | Siding Spring Survey |
| 207554 -            | 2006 LZ4                 | 14 giugno 2006   | NEAT                 |
| 207555 -            | 2006 LS5                 | 4 giugno 2006    | LINEAR               |
| 207556 -            | 2006 LU5                 | 3 giugno 2006    | Mount Lemmon Survey  |
| 207557 -            | 2006 MS7                 | 18 giugno 2006   | Spacewatch           |
| 207558 -            | 2006 MU7                 | 18 giugno 2006   | Spacewatch           |
| 207559 -            | 2006 OQ1                 | 17 luglio 2006   | Broughton, J.        |
| 207560 -            | 2006 OU7                 | 19 luglio 2006   | NEAT                 |
| 207561 -            | 2006 OU12                | 19 luglio 2006   | NEAT                 |
| 207562 -            | 2006 OW15                | 30 luglio 2006   | Eskridge             |
| 207563 Toscana      | 2006 PC                  | 1 agosto 2006    | Casulli, V. S.       |
| 207564 -            | 2006 PZ                  | 13 agosto 2006   | Dax                  |
| 207565 -            | 2006 PM1                 | 10 agosto 2006   | NEAT                 |
| 207566 -            | 2006 PQ2                 | 12 agosto 2006   | NEAT                 |
| 207567 -            | 2006 PN4                 | 14 agosto 2006   | Hönig, S. F.         |
| 207568 -            | 2006 PW6                 | 12 agosto 2006   | NEAT                 |
| 207569 -            | 2006 PP8                 | 13 agosto 2006   | NEAT                 |
| 207570 -            | 2006 PQ12                | 13 agosto 2006   | NEAT                 |
| 207571 -            | 2006 PY13                | 14 agosto 2006   | Siding Spring Survey |
| 207572 -            | 2006 PQ16                | 15 agosto 2006   | NEAT                 |
| 207573 -            | 2006 PP19                | 13 agosto 2006   | NEAT                 |
| 207574 -            | 2006 PZ21                | 15 agosto 2006   | NEAT                 |
| 207575 -            | 2006 PN23                | 12 agosto 2006   | NEAT                 |
| 207576 -            | 2006 PB31                | 13 agosto 2006   | NEAT                 |
| 207577 -            | 2006 PF31                | 13 agosto 2006   | NEAT                 |
| 207578 -            | 2006 PK43                | 13 agosto 2006   | NEAT                 |
| 207579 -            | 2006 QM2                 | 17 agosto 2006   | NEAT                 |
| 207580 -            | 2006 QX2                 | 17 agosto 2006   | NEAT                 |
| 207581 -            | 2006 QY7                 | 19 agosto 2006   | Spacewatch           |
| 207582 -            | 2006 QE9                 | 19 agosto 2006   | Spacewatch           |
| 207583 -            | 2006 QF15                | 17 agosto 2006   | NEAT                 |
| 207584 -            | 2006 QF23                | 20 agosto 2006   | NEAT                 |
| 207585 Lubar        | 2006 QA24                | 17 agosto 2006   | Andrushivka          |
| 207586 -            | 2006 QA27                | 19 agosto 2006   | Spacewatch           |
| 207587 -            | 2006 QR38                | 18 agosto 2006   | LONEOS               |
| 207588 -            | 2006 QD52                | 23 agosto 2006   | NEAT                 |
| 207589 -            | 2006 QQ54                | 17 agosto 2006   | NEAT                 |
| 207590 -            | 2006 QC56                | 19 agosto 2006   | Spacewatch           |
| 207591 -            | 2006 QH56                | 19 agosto 2006   | Spacewatch           |
| 207592 -            | 2006 QT57                | 24 agosto 2006   | LINEAR               |
| 207593 -            | 2006 QG59                | 19 agosto 2006   | LONEOS               |
| 207594 -            | 2006 QX76                | 21 agosto 2006   | NEAT                 |
| 207595 -            | 2006 QL79                | 24 agosto 2006   | Eskridge             |
| 207596 -            | 2006 QZ81                | 24 agosto 2006   | NEAT                 |
| 207597 -            | 2006 QU82                | 27 agosto 2006   | Spacewatch           |
| 207598 -            | 2006 QQ88                | 27 agosto 2006   | Spacewatch           |
| 207599 -            | 2006 QF91                | 16 agosto 2006   | NEAT                 |
| 207600 -            | 2006 QG93                | 16 agosto 2006   | NEAT                 |

## 207601-207700
| Nome                   | Designazione provvisoria | Data di scoperta  | Scopritore             |
| ---------------------- | ------------------------ | ----------------- | ---------------------- |
| 207601 -               | 2006 QQ99                | 24 agosto 2006    | NEAT                   |
| 207602 -               | 2006 QU105               | 28 agosto 2006    | CSS                    |
| 207603 Liuchaohan      | 2006 QD111               | 27 agosto 2006    | Lin, H.-C., Ye, Q.-z.  |
| 207604 -               | 2006 QW111               | 22 agosto 2006    | NEAT                   |
| 207605 -               | 2006 QY113               | 25 agosto 2006    | LINEAR                 |
| 207606 -               | 2006 QK122               | 29 agosto 2006    | CSS                    |
| 207607 -               | 2006 QG130               | 19 agosto 2006    | NEAT                   |
| 207608 -               | 2006 QA140               | 18 agosto 2006    | NEAT                   |
| 207609 -               | 2006 QA142               | 18 agosto 2006    | NEAT                   |
| 207610 -               | 2006 QS155               | 19 agosto 2006    | Spacewatch             |
| 207611 -               | 2006 QE157               | 19 agosto 2006    | Spacewatch             |
| 207612 -               | 2006 QQ162               | 21 agosto 2006    | Spacewatch             |
| 207613 -               | 2006 RK9                 | 13 settembre 2006 | NEAT                   |
| 207614 -               | 2006 RU13                | 14 settembre 2006 | Spacewatch             |
| 207615 -               | 2006 RK15                | 14 settembre 2006 | NEAT                   |
| 207616 -               | 2006 RX33                | 12 settembre 2006 | CSS                    |
| 207617 -               | 2006 RJ43                | 14 settembre 2006 | Spacewatch             |
| 207618 -               | 2006 RF45                | 14 settembre 2006 | Spacewatch             |
| 207619 -               | 2006 RU60                | 14 settembre 2006 | NEAT                   |
| 207620 -               | 2006 RK74                | 15 settembre 2006 | Spacewatch             |
| 207621 -               | 2006 RK81                | 15 settembre 2006 | Spacewatch             |
| 207622 -               | 2006 RT121               | 15 settembre 2006 | Spacewatch             |
| 207623 -               | 2006 SK5                 | 16 settembre 2006 | NEAT                   |
| 207624 -               | 2006 SY14                | 17 settembre 2006 | CSS                    |
| 207625 -               | 2006 SB45                | 18 settembre 2006 | Spacewatch             |
| 207626 -               | 2006 SP56                | 20 settembre 2006 | CSS                    |
| 207627 -               | 2006 SA93                | 18 settembre 2006 | Spacewatch             |
| 207628 -               | 2006 SK111               | 22 settembre 2006 | LINEAR                 |
| 207629 -               | 2006 SS144               | 19 settembre 2006 | Spacewatch             |
| 207630 -               | 2006 SV167               | 25 settembre 2006 | Spacewatch             |
| 207631 -               | 2006 SP225               | 26 settembre 2006 | Mount Lemmon Survey    |
| 207632 -               | 2006 SE299               | 26 settembre 2006 | LINEAR                 |
| 207633 -               | 2006 SV339               | 28 settembre 2006 | Spacewatch             |
| 207634 -               | 2006 SN350               | 30 settembre 2006 | CSS                    |
| 207635 -               | 2006 SS390               | 16 settembre 2006 | Spacewatch             |
| 207636 -               | 2006 SQ394               | 26 settembre 2006 | CSS                    |
| 207637 -               | 2006 TE24                | 12 ottobre 2006   | Spacewatch             |
| 207638 -               | 2006 TJ32                | 12 ottobre 2006   | Spacewatch             |
| 207639 -               | 2006 TN123               | 2 ottobre 2006    | Spacewatch             |
| 207640 -               | 2006 UV22                | 16 ottobre 2006   | Mount Lemmon Survey    |
| 207641 -               | 2006 UK46                | 16 ottobre 2006   | Spacewatch             |
| 207642 -               | 2006 UC180               | 16 ottobre 2006   | CSS                    |
| 207643 -               | 2006 UW181               | 16 ottobre 2006   | CSS                    |
| 207644 -               | 2006 UW322               | 17 ottobre 2006   | Spacewatch             |
| 207645 -               | 2007 HB33                | 19 aprile 2007    | Mount Lemmon Survey    |
| 207646 -               | 2007 HJ50                | 20 aprile 2007    | Spacewatch             |
| 207647 -               | 2007 KQ8                 | 22 maggio 2007    | Siding Spring Survey   |
| 207648 -               | 2007 LP18                | 14 giugno 2007    | LONEOS                 |
| 207649 -               | 2007 MX5                 | 17 giugno 2007    | Spacewatch             |
| 207650 -               | 2007 MM8                 | 18 giugno 2007    | Spacewatch             |
| 207651 -               | 2007 MV13                | 19 giugno 2007    | Spacewatch             |
| 207652 -               | 2007 OQ3                 | 18 luglio 2007    | Chante-Perdrix         |
| 207653 Anatolymokrenko | 2007 OS3                 | 18 luglio 2007    | Andrushivka            |
| 207654 -               | 2007 OF7                 | 24 luglio 2007    | Broughton, J.          |
| 207655 Kerboguan       | 2007 OE8                 | 25 luglio 2007    | LUSS                   |
| 207656 -               | 2007 OG10                | 25 luglio 2007    | LUSS                   |
| 207657 Mangiantini     | 2007 PA                  | 1 agosto 2007     | Tesi, L., Fagioli, G.  |
| 207658 -               | 2007 PY                  | 4 agosto 2007     | Broughton, J.          |
| 207659 -               | 2007 PV1                 | 6 agosto 2007     | Broughton, J.          |
| 207660 -               | 2007 PA2                 | 7 agosto 2007     | Eskridge               |
| 207661 Hehuanshan      | 2007 PR5                 | 6 agosto 2007     | LUSS                   |
| 207662 -               | 2007 PG7                 | 5 agosto 2007     | LINEAR                 |
| 207663 -               | 2007 PV7                 | 9 agosto 2007     | Broughton, J.          |
| 207664 -               | 2007 PJ8                 | 10 agosto 2007    | Broughton, J.          |
| 207665 -               | 2007 PK8                 | 10 agosto 2007    | Broughton, J.          |
| 207666 Habibula        | 2007 PA11                | 11 agosto 2007    | Christophe, B.         |
| 207667 -               | 2007 PW18                | 9 agosto 2007     | LINEAR                 |
| 207668 -               | 2007 PX18                | 9 agosto 2007     | LINEAR                 |
| 207669 -               | 2007 PF20                | 9 agosto 2007     | LINEAR                 |
| 207670 -               | 2007 PH20                | 9 agosto 2007     | LINEAR                 |
| 207671 -               | 2007 PJ20                | 9 agosto 2007     | LINEAR                 |
| 207672 -               | 2007 PD22                | 10 agosto 2007    | Spacewatch             |
| 207673 -               | 2007 PQ26                | 13 agosto 2007    | LINEAR                 |
| 207674 -               | 2007 PV29                | 8 agosto 2007     | LINEAR                 |
| 207675 -               | 2007 PC33                | 9 agosto 2007     | LINEAR                 |
| 207676 -               | 2007 PE33                | 9 agosto 2007     | LINEAR                 |
| 207677 -               | 2007 PE37                | 13 agosto 2007    | LINEAR                 |
| 207678 -               | 2007 PH42                | 11 agosto 2007    | LONEOS                 |
| 207679 -               | 2007 PV42                | 9 agosto 2007     | LINEAR                 |
| 207680 -               | 2007 PY46                | 10 agosto 2007    | Spacewatch             |
| 207681 Caiqiao         | 2007 QO                  | 16 agosto 2007    | PMO NEO Survey Program |
| 207682 -               | 2007 QX                  | 17 agosto 2007    | BATTeRS                |
| 207683 -               | 2007 QJ10                | 23 agosto 2007    | Spacewatch             |
| 207684 -               | 2007 QP12                | 16 agosto 2007    | Cerro Burek            |
| 207685 -               | 2007 QX12                | 23 agosto 2007    | Spacewatch             |
| 207686 -               | 2007 RX2                 | 3 settembre 2007  | CSS                    |
| 207687 Senckenberg     | 2007 RZ15                | 12 settembre 2007 | Schwab, E., Kling, R.  |
| 207688 -               | 2007 RQ16                | 11 settembre 2007 | Tucker, R. A.          |
| 207689 -               | 2007 RR18                | 12 settembre 2007 | Chante-Perdrix         |
| 207690 -               | 2007 RE19                | 14 settembre 2007 | Young, J. W.           |
| 207691 -               | 2007 RS23                | 3 settembre 2007  | CSS                    |
| 207692 -               | 2007 RU27                | 4 settembre 2007  | CSS                    |
| 207693 -               | 2007 RC34                | 5 settembre 2007  | LONEOS                 |
| 207694 -               | 2007 RB38                | 8 settembre 2007  | LONEOS                 |
| 207695 Olgakopyl       | 2007 RO39                | 8 settembre 2007  | Andrushivka            |
| 207696 -               | 2007 RO55                | 9 settembre 2007  | Spacewatch             |
| 207697 -               | 2007 RF58                | 9 settembre 2007  | LONEOS                 |
| 207698 -               | 2007 RG58                | 9 settembre 2007  | LONEOS                 |
| 207699 -               | 2007 RB59                | 10 settembre 2007 | Spacewatch             |
| 207700 -               | 2007 RJ70                | 10 settembre 2007 | Spacewatch             |

## 207701-207800
| Nome                  | Designazione provvisoria | Data di scoperta  | Scopritore              |
| --------------------- | ------------------------ | ----------------- | ----------------------- |
| 207701 -              | 2007 RL70                | 10 settembre 2007 | Spacewatch              |
| 207702 -              | 2007 RN71                | 10 settembre 2007 | Spacewatch              |
| 207703 -              | 2007 RH76                | 10 settembre 2007 | Mount Lemmon Survey     |
| 207704 -              | 2007 RT83                | 10 settembre 2007 | Mount Lemmon Survey     |
| 207705 -              | 2007 RF84                | 10 settembre 2007 | CSS                     |
| 207706 -              | 2007 RN87                | 10 settembre 2007 | Mount Lemmon Survey     |
| 207707 -              | 2007 RB92                | 10 settembre 2007 | Spacewatch              |
| 207708 -              | 2007 RU94                | 10 settembre 2007 | Spacewatch              |
| 207709 -              | 2007 RU98                | 10 settembre 2007 | Spacewatch              |
| 207710 -              | 2007 RR102               | 11 settembre 2007 | Mount Lemmon Survey     |
| 207711 -              | 2007 RQ104               | 11 settembre 2007 | Mount Lemmon Survey     |
| 207712 -              | 2007 RA106               | 11 settembre 2007 | CSS                     |
| 207713 -              | 2007 RN109               | 11 settembre 2007 | Spacewatch              |
| 207714 -              | 2007 RN118               | 11 settembre 2007 | Mount Lemmon Survey     |
| 207715 Muqinshuijiao  | 2007 RC119               | 11 settembre 2007 | PMO NEO Survey Program  |
| 207716 Wangxichan     | 2007 RQ119               | 11 settembre 2007 | PMO NEO Survey Program  |
| 207717 Sa'a           | 2007 RE120               | 11 settembre 2007 | Ye, Q.-Z., Lin, H.-C.   |
| 207718 -              | 2007 RF122               | 12 settembre 2007 | CSS                     |
| 207719 -              | 2007 RE132               | 12 settembre 2007 | Mount Lemmon Survey     |
| 207720 -              | 2007 RA138               | 14 settembre 2007 | LONEOS                  |
| 207721 -              | 2007 RW141               | 13 settembre 2007 | LINEAR                  |
| 207722 -              | 2007 RU144               | 14 settembre 2007 | LINEAR                  |
| 207723 Jiansanjiang   | 2007 RC148               | 11 settembre 2007 | PMO NEO Survey Program  |
| 207724 -              | 2007 RY149               | 12 settembre 2007 | LUSS                    |
| 207725 -              | 2007 RR150               | 8 settembre 2007  | LONEOS                  |
| 207726 -              | 2007 RW150               | 9 settembre 2007  | LONEOS                  |
| 207727 -              | 2007 RW165               | 10 settembre 2007 | Spacewatch              |
| 207728 -              | 2007 RE172               | 10 settembre 2007 | Spacewatch              |
| 207729 -              | 2007 RR173               | 10 settembre 2007 | Spacewatch              |
| 207730 -              | 2007 RG174               | 10 settembre 2007 | Spacewatch              |
| 207731 -              | 2007 RZ187               | 14 settembre 2007 | Ries, W.                |
| 207732 -              | 2007 RH191               | 11 settembre 2007 | Spacewatch              |
| 207733 -              | 2007 RJ192               | 12 settembre 2007 | CSS                     |
| 207734 -              | 2007 RK192               | 12 settembre 2007 | CSS                     |
| 207735 -              | 2007 RH193               | 12 settembre 2007 | Spacewatch              |
| 207736 -              | 2007 RS218               | 14 settembre 2007 | Mount Lemmon Survey     |
| 207737 -              | 2007 RL219               | 14 settembre 2007 | Mount Lemmon Survey     |
| 207738 -              | 2007 RD226               | 10 settembre 2007 | Spacewatch              |
| 207739 -              | 2007 RP236               | 13 settembre 2007 | Mount Lemmon Survey     |
| 207740 -              | 2007 RZ236               | 14 settembre 2007 | Spacewatch              |
| 207741 -              | 2007 RO244               | 11 settembre 2007 | Spacewatch              |
| 207742 -              | 2007 RP245               | 11 settembre 2007 | Spacewatch              |
| 207743 -              | 2007 RK247               | 13 settembre 2007 | CSS                     |
| 207744 -              | 2007 RY247               | 13 settembre 2007 | LONEOS                  |
| 207745 -              | 2007 RP252               | 13 settembre 2007 | CSS                     |
| 207746 -              | 2007 RC256               | 14 settembre 2007 | CSS                     |
| 207747 -              | 2007 RL257               | 14 settembre 2007 | CSS                     |
| 207748 -              | 2007 RM277               | 5 settembre 2007  | LONEOS                  |
| 207749 -              | 2007 RC286               | 2 settembre 2007  | Mount Lemmon Survey     |
| 207750 -              | 2007 RS288               | 13 settembre 2007 | CSS                     |
| 207751 -              | 2007 RW294               | 14 settembre 2007 | Mount Lemmon Survey     |
| 207752 -              | 2007 RX297               | 5 settembre 2007  | CSS                     |
| 207753 -              | 2007 SA1                 | 18 settembre 2007 | OAM                     |
| 207754 Stathiskafalis | 2007 ST4                 | 21 settembre 2007 | Ries, W.                |
| 207755 -              | 2007 SR6                 | 17 settembre 2007 | PMO NEO Survey Program  |
| 207756 -              | 2007 SX11                | 20 settembre 2007 | Crni Vrh                |
| 207757 -              | 2007 SM15                | 25 settembre 2007 | Mount Lemmon Survey     |
| 207758 -              | 2007 SN19                | 23 settembre 2007 | Bickel, W.              |
| 207759 -              | 2007 TZ2                 | 3 ottobre 2007    | Teamo, N., Pelle, J. C. |
| 207760 -              | 2007 TE3                 | 5 ottobre 2007    | Prairie Grass           |
| 207761 -              | 2007 TJ4                 | 6 ottobre 2007    | Yeung, W. K. Y.         |
| 207762 -              | 2007 TA13                | 6 ottobre 2007    | LINEAR                  |
| 207763 Oberursel      | 2007 TP23                | 6 ottobre 2007    | Kling, R., Zimmer, U.   |
| 207764 -              | 2007 TC24                | 10 ottobre 2007   | OAM                     |
| 207765 -              | 2007 TV32                | 6 ottobre 2007    | Spacewatch              |
| 207766 -              | 2007 TJ33                | 6 ottobre 2007    | Spacewatch              |
| 207767 -              | 2007 TN34                | 6 ottobre 2007    | Spacewatch              |
| 207768 -              | 2007 TD35                | 6 ottobre 2007    | Spacewatch              |
| 207769 -              | 2007 TR36                | 4 ottobre 2007    | CSS                     |
| 207770 -              | 2007 TA38                | 4 ottobre 2007    | CSS                     |
| 207771 -              | 2007 TB40                | 6 ottobre 2007    | Spacewatch              |
| 207772 -              | 2007 TG49                | 4 ottobre 2007    | Spacewatch              |
| 207773 -              | 2007 TV58                | 5 ottobre 2007    | Spacewatch              |
| 207774 -              | 2007 TY66                | 12 ottobre 2007   | Chante-Perdrix          |
| 207775 -              | 2007 TZ70                | 13 ottobre 2007   | Tucker, R. A.           |
| 207776 -              | 2007 TY73                | 13 ottobre 2007   | Yeung, W. K. Y.         |
| 207777 -              | 2007 TY76                | 5 ottobre 2007    | Spacewatch              |
| 207778 -              | 2007 TO78                | 5 ottobre 2007    | Spacewatch              |
| 207779 -              | 2007 TZ84                | 8 ottobre 2007    | CSS                     |
| 207780 -              | 2007 TO86                | 8 ottobre 2007    | Mount Lemmon Survey     |
| 207781 -              | 2007 TC103               | 8 ottobre 2007    | Mount Lemmon Survey     |
| 207782 -              | 2007 TT103               | 8 ottobre 2007    | Mount Lemmon Survey     |
| 207783 -              | 2007 TA106               | 11 ottobre 2007   | Taunus                  |
| 207784 -              | 2007 TO117               | 9 ottobre 2007    | Spacewatch              |
| 207785 -              | 2007 TD130               | 6 ottobre 2007    | Spacewatch              |
| 207786 -              | 2007 TO130               | 7 ottobre 2007    | Spacewatch              |
| 207787 -              | 2007 TW130               | 7 ottobre 2007    | CSS                     |
| 207788 -              | 2007 TQ133               | 7 ottobre 2007    | Mount Lemmon Survey     |
| 207789 -              | 2007 TA144               | 6 ottobre 2007    | LINEAR                  |
| 207790 -              | 2007 TF147               | 7 ottobre 2007    | LINEAR                  |
| 207791 -              | 2007 TQ150               | 9 ottobre 2007    | LINEAR                  |
| 207792 -              | 2007 TO159               | 9 ottobre 2007    | LINEAR                  |
| 207793 -              | 2007 TN163               | 11 ottobre 2007   | LINEAR                  |
| 207794 -              | 2007 TM167               | 12 ottobre 2007   | LINEAR                  |
| 207795 -              | 2007 TR167               | 12 ottobre 2007   | LINEAR                  |
| 207796 -              | 2007 TB171               | 12 ottobre 2007   | Chante-Perdrix          |
| 207797 -              | 2007 TO187               | 13 ottobre 2007   | LINEAR                  |
| 207798 -              | 2007 TR189               | 4 ottobre 2007    | Mount Lemmon Survey     |
| 207799 -              | 2007 TA193               | 6 ottobre 2007    | Spacewatch              |
| 207800 -              | 2007 TW195               | 7 ottobre 2007    | Mount Lemmon Survey     |

## 207801-207900
| Nome                | Designazione provvisoria | Data di scoperta  | Scopritore             |
| ------------------- | ------------------------ | ----------------- | ---------------------- |
| 207801 -            | 2007 TZ212               | 7 ottobre 2007    | Spacewatch             |
| 207802 -            | 2007 TS214               | 7 ottobre 2007    | CSS                    |
| 207803 -            | 2007 TC215               | 7 ottobre 2007    | Spacewatch             |
| 207804 -            | 2007 TQ231               | 8 ottobre 2007    | Spacewatch             |
| 207805 -            | 2007 TM236               | 9 ottobre 2007    | Mount Lemmon Survey    |
| 207806 -            | 2007 TX237               | 10 ottobre 2007   | Spacewatch             |
| 207807 -            | 2007 TT243               | 8 ottobre 2007    | CSS                    |
| 207808 -            | 2007 TP244               | 8 ottobre 2007    | CSS                    |
| 207809 Wuzuze       | 2007 TC247               | 9 ottobre 2007    | PMO NEO Survey Program |
| 207810 -            | 2007 TK248               | 10 ottobre 2007   | LONEOS                 |
| 207811 -            | 2007 TV251               | 12 ottobre 2007   | LONEOS                 |
| 207812 -            | 2007 TH252               | 7 ottobre 2007    | CSS                    |
| 207813 -            | 2007 TR252               | 7 ottobre 2007    | Mount Lemmon Survey    |
| 207814 -            | 2007 TW252               | 8 ottobre 2007    | Mount Lemmon Survey    |
| 207815 -            | 2007 TB256               | 10 ottobre 2007   | Spacewatch             |
| 207816 -            | 2007 TM257               | 10 ottobre 2007   | Spacewatch             |
| 207817 -            | 2007 TG261               | 10 ottobre 2007   | Spacewatch             |
| 207818 -            | 2007 TF269               | 9 ottobre 2007    | Spacewatch             |
| 207819 -            | 2007 TA289               | 11 ottobre 2007   | CSS                    |
| 207820 -            | 2007 TM317               | 12 ottobre 2007   | Spacewatch             |
| 207821 -            | 2007 TC333               | 11 ottobre 2007   | Spacewatch             |
| 207822 -            | 2007 TE336               | 12 ottobre 2007   | Spacewatch             |
| 207823 -            | 2007 TM341               | 9 ottobre 2007    | Mount Lemmon Survey    |
| 207824 -            | 2007 TO353               | 8 ottobre 2007    | Mount Lemmon Survey    |
| 207825 -            | 2007 TZ353               | 10 ottobre 2007   | CSS                    |
| 207826 -            | 2007 TM356               | 12 ottobre 2007   | CSS                    |
| 207827 -            | 2007 TD361               | 14 ottobre 2007   | Mount Lemmon Survey    |
| 207828 -            | 2007 TB376               | 15 ottobre 2007   | Tucker, R. A.          |
| 207829 -            | 2007 TU379               | 14 ottobre 2007   | Spacewatch             |
| 207830 -            | 2007 TM380               | 14 ottobre 2007   | Spacewatch             |
| 207831 -            | 2007 TR380               | 14 ottobre 2007   | Spacewatch             |
| 207832 -            | 2007 TR391               | 15 ottobre 2007   | CSS                    |
| 207833 -            | 2007 TL423               | 4 ottobre 2007    | Spacewatch             |
| 207834 -            | 2007 TG424               | 7 ottobre 2007    | CSS                    |
| 207835 -            | 2007 US7                 | 16 ottobre 2007   | CSS                    |
| 207836 -            | 2007 UQ9                 | 17 ottobre 2007   | LONEOS                 |
| 207837 -            | 2007 UE21                | 16 ottobre 2007   | Spacewatch             |
| 207838 -            | 2007 UZ36                | 19 ottobre 2007   | CSS                    |
| 207839 -            | 2007 UU42                | 16 ottobre 2007   | Siding Spring Survey   |
| 207840 -            | 2007 UA55                | 30 ottobre 2007   | Spacewatch             |
| 207841 -            | 2007 UR55                | 30 ottobre 2007   | Spacewatch             |
| 207842 -            | 2007 UX78                | 30 ottobre 2007   | Mount Lemmon Survey    |
| 207843 -            | 2007 UA82                | 30 ottobre 2007   | Spacewatch             |
| 207844 -            | 2007 UP88                | 30 ottobre 2007   | Mount Lemmon Survey    |
| 207845 -            | 2007 UZ101               | 30 ottobre 2007   | Spacewatch             |
| 207846 -            | 2007 UO108               | 30 ottobre 2007   | Spacewatch             |
| 207847 -            | 2007 UJ116               | 31 ottobre 2007   | Spacewatch             |
| 207848 -            | 2007 UV116               | 30 ottobre 2007   | CSS                    |
| 207849 -            | 2007 UY116               | 30 ottobre 2007   | Mount Lemmon Survey    |
| 207850 -            | 2007 UA119               | 30 ottobre 2007   | Mount Lemmon Survey    |
| 207851 -            | 2007 UN121               | 30 ottobre 2007   | Mount Lemmon Survey    |
| 207852 -            | 2007 UU123               | 31 ottobre 2007   | CSS                    |
| 207853 -            | 2007 UP133               | 30 ottobre 2007   | Spacewatch             |
| 207854 -            | 2007 VS20                | 2 novembre 2007   | Mount Lemmon Survey    |
| 207855 -            | 2007 VN41                | 3 novembre 2007   | CSS                    |
| 207856 -            | 2007 VM52                | 1 novembre 2007   | Spacewatch             |
| 207857 -            | 2007 VR90                | 5 novembre 2007   | LINEAR                 |
| 207858 -            | 2007 VZ104               | 3 novembre 2007   | Spacewatch             |
| 207859 -            | 2007 VE109               | 3 novembre 2007   | Spacewatch             |
| 207860 -            | 2007 VV117               | 4 novembre 2007   | Spacewatch             |
| 207861 -            | 2007 VW119               | 5 novembre 2007   | Spacewatch             |
| 207862 -            | 2007 VM121               | 5 novembre 2007   | Spacewatch             |
| 207863 -            | 2007 VJ127               | 1 novembre 2007   | Mount Lemmon Survey    |
| 207864 -            | 2007 VP133               | 2 novembre 2007   | Spacewatch             |
| 207865 -            | 2007 VY147               | 4 novembre 2007   | Spacewatch             |
| 207866 -            | 2007 VO165               | 5 novembre 2007   | Spacewatch             |
| 207867 -            | 2007 VF173               | 2 novembre 2007   | Mount Lemmon Survey    |
| 207868 -            | 2007 VH176               | 4 novembre 2007   | Mount Lemmon Survey    |
| 207869 -            | 2007 VY201               | 5 novembre 2007   | Spacewatch             |
| 207870 -            | 2007 VG214               | 9 novembre 2007   | Spacewatch             |
| 207871 -            | 2007 VQ216               | 9 novembre 2007   | Spacewatch             |
| 207872 -            | 2007 VX243               | 14 novembre 2007  | BATTeRS                |
| 207873 -            | 2007 VX254               | 15 novembre 2007  | Mount Lemmon Survey    |
| 207874 -            | 2007 VQ274               | 13 novembre 2007  | LONEOS                 |
| 207875 -            | 2007 VR297               | 11 novembre 2007  | CSS                    |
| 207876 -            | 2007 VB299               | 11 novembre 2007  | CSS                    |
| 207877 -            | 2007 VN300               | 14 novembre 2007  | Eskridge               |
| 207878 -            | 2007 VS311               | 14 novembre 2007  | Spacewatch             |
| 207879 -            | 2007 VW311               | 5 novembre 2007   | Spacewatch             |
| 207880 -            | 2007 VC313               | 5 novembre 2007   | Mount Lemmon Survey    |
| 207881 -            | 2007 VM314               | 2 novembre 2007   | Mount Lemmon Survey    |
| 207882 -            | 2007 VF316               | 3 novembre 2007   | Spacewatch             |
| 207883 Jeffreytonge | 2007 WN                  | 16 novembre 2007  | Lacruz, J.             |
| 207884 -            | 2007 WG51                | 20 novembre 2007  | Mount Lemmon Survey    |
| 207885 -            | 2007 WH51                | 20 novembre 2007  | Mount Lemmon Survey    |
| 207886 -            | 2007 XT9                 | 5 dicembre 2007   | OAM                    |
| 207887 -            | 2007 XU10                | 4 dicembre 2007   | Sheridan, E. E.        |
| 207888 -            | 2007 YJ32                | 28 dicembre 2007  | Spacewatch             |
| 207889 -            | 2008 AZ6                 | 10 gennaio 2008   | Mount Lemmon Survey    |
| 207890 -            | 2008 CA126               | 8 febbraio 2008   | Mount Lemmon Survey    |
| 207891 -            | 2008 RG25                | 3 settembre 2008  | Spacewatch             |
| 207892 -            | 2008 SG182               | 24 settembre 2008 | Spacewatch             |
| 207893 -            | 2008 SK251               | 24 settembre 2008 | Mount Lemmon Survey    |
| 207894 -            | 2008 TA18                | 1 ottobre 2008    | Mount Lemmon Survey    |
| 207895 -            | 2008 TJ51                | 2 ottobre 2008    | Spacewatch             |
| 207896 -            | 2008 TK113               | 6 ottobre 2008    | Spacewatch             |
| 207897 -            | 2008 TL113               | 6 ottobre 2008    | Spacewatch             |
| 207898 -            | 2008 UW1                 | 22 ottobre 2008   | LINEAR                 |
| 207899 Grinmalia    | 2008 UC3                 | 21 ottobre 2008   | Andrushivka            |
| 207900 -            | 2008 UQ71                | 21 ottobre 2008   | Mount Lemmon Survey    |

## 207901-208000
| Nome            | Designazione provvisoria | Data di scoperta  | Scopritore                                                |
| --------------- | ------------------------ | ----------------- | --------------------------------------------------------- |
| 207901 Tzecmaun | 2008 US91                | 28 ottobre 2008   | Schwab, E.                                                |
| 207902 -        | 2008 UW112               | 22 ottobre 2008   | Spacewatch                                                |
| 207903 -        | 2008 UX163               | 24 ottobre 2008   | Spacewatch                                                |
| 207904 -        | 2008 UZ181               | 24 ottobre 2008   | Mount Lemmon Survey                                       |
| 207905 -        | 2008 UD186               | 24 ottobre 2008   | Spacewatch                                                |
| 207906 -        | 2008 UQ201               | 28 ottobre 2008   | LINEAR                                                    |
| 207907 -        | 2008 UR257               | 27 ottobre 2008   | Spacewatch                                                |
| 207908 -        | 2008 UO263               | 27 ottobre 2008   | Spacewatch                                                |
| 207909 -        | 2008 UW276               | 28 ottobre 2008   | Mount Lemmon Survey                                       |
| 207910 -        | 2008 UA303               | 29 ottobre 2008   | Spacewatch                                                |
| 207911 -        | 2008 UE305               | 29 ottobre 2008   | Spacewatch                                                |
| 207912 -        | 2008 UH316               | 30 ottobre 2008   | Spacewatch                                                |
| 207913 -        | 2008 VN13                | 7 novembre 2008   | Tenagra II                                                |
| 207914 -        | 2008 VK18                | 1 novembre 2008   | Spacewatch                                                |
| 207915 -        | 2008 VU38                | 2 novembre 2008   | CSS                                                       |
| 207916 -        | 2008 VB51                | 4 novembre 2008   | Spacewatch                                                |
| 207917 -        | 2008 VF59                | 7 novembre 2008   | Mount Lemmon Survey                                       |
| 207918 -        | 2008 VG62                | 8 novembre 2008   | Spacewatch                                                |
| 207919 -        | 2008 VL66                | 2 novembre 2008   | CSS                                                       |
| 207920 -        | 2008 WC2                 | 18 novembre 2008  | LINEAR                                                    |
| 207921 -        | 2008 WD12                | 18 novembre 2008  | CSS                                                       |
| 207922 -        | 2008 WC15                | 17 novembre 2008  | Spacewatch                                                |
| 207923 -        | 2008 WS32                | 18 novembre 2008  | Spacewatch                                                |
| 207924 -        | 2008 WA43                | 17 novembre 2008  | Spacewatch                                                |
| 207925 -        | 2008 WY43                | 17 novembre 2008  | Spacewatch                                                |
| 207926 -        | 2008 WS60                | 19 novembre 2008  | LINEAR                                                    |
| 207927 -        | 2008 WE63                | 20 novembre 2008  | LINEAR                                                    |
| 207928 -        | 2008 WV68                | 18 novembre 2008  | Spacewatch                                                |
| 207929 -        | 2008 WB76                | 20 novembre 2008  | Spacewatch                                                |
| 207930 -        | 2008 XD37                | 2 dicembre 2008   | Spacewatch                                                |
| 207931 Weihai   | 2008 YM9                 | 24 dicembre 2008  | Shandong University                                       |
| 207932 -        | 2008 YW16                | 21 dicembre 2008  | Mount Lemmon Survey                                       |
| 207933 -        | 2008 YF17                | 21 dicembre 2008  | Mount Lemmon Survey                                       |
| 207934 -        | 2008 YQ17                | 21 dicembre 2008  | Mount Lemmon Survey                                       |
| 207935 -        | 2009 AF                  | 1 gennaio 2009    | Lowe, A.                                                  |
| 207936 -        | 4511 P-L                 | 24 settembre 1960 | van Houten, C. J., van Houten-Groeneveld, I., Gehrels, T. |
| 207937 -        | 3367 T-2                 | 25 settembre 1973 | van Houten, C. J., van Houten-Groeneveld, I., Gehrels, T. |
| 207938 -        | 2108 T-3                 | 16 ottobre 1977   | van Houten, C. J., van Houten-Groeneveld, I., Gehrels, T. |
| 207939 -        | 3205 T-3                 | 16 ottobre 1977   | van Houten, C. J., van Houten-Groeneveld, I., Gehrels, T. |
| 207940 -        | 3518 T-3                 | 16 ottobre 1977   | van Houten, C. J., van Houten-Groeneveld, I., Gehrels, T. |
| 207941 -        | 3827 T-3                 | 16 ottobre 1977   | van Houten, C. J., van Houten-Groeneveld, I., Gehrels, T. |
| 207942 -        | 4291 T-3                 | 16 ottobre 1977   | van Houten, C. J., van Houten-Groeneveld, I., Gehrels, T. |
| 207943 -        | 1979 MN4                 | 25 giugno 1979    | Helin, E. F., Bus, S. J.                                  |
| 207944 -        | 1981 EG8                 | 1 marzo 1981      | Bus, S. J.                                                |
| 207945 -        | 1991 JW                  | 8 maggio 1991     | Lawrence, K. J., Helin, E. F.                             |
| 207946 -        | 1991 TH16                | 6 ottobre 1991    | Lowe, A.                                                  |
| 207947 -        | 1991 TU16                | 6 ottobre 1991    | Lowe, A.                                                  |
| 207948 -        | 1993 FL12                | 17 marzo 1993     | UESAC                                                     |
| 207949 -        | 1993 FX33                | 19 marzo 1993     | UESAC                                                     |
| 207950 -        | 1993 TX9                 | 12 ottobre 1993   | Spacewatch                                                |
| 207951 -        | 1994 AH7                 | 7 gennaio 1994    | Spacewatch                                                |
| 207952 -        | 1994 GT4                 | 6 aprile 1994     | Spacewatch                                                |
| 207953 -        | 1994 PQ18                | 12 agosto 1994    | Elst, E. W.                                               |
| 207954 -        | 1994 RU21                | 5 settembre 1994  | Elst, E. W.                                               |
| 207955 -        | 1994 US6                 | 28 ottobre 1994   | Spacewatch                                                |
| 207956 -        | 1995 DU8                 | 24 febbraio 1995  | Spacewatch                                                |
| 207957 -        | 1995 FN7                 | 25 marzo 1995     | Spacewatch                                                |
| 207958 -        | 1995 NA1                 | 1 luglio 1995     | Spacewatch                                                |
| 207959 -        | 1995 OR7                 | 24 luglio 1995    | Spacewatch                                                |
| 207960 -        | 1995 OZ9                 | 30 luglio 1995    | Spacewatch                                                |
| 207961 -        | 1995 OV17                | 27 luglio 1995    | Spacewatch                                                |
| 207962 -        | 1995 SF19                | 18 settembre 1995 | Spacewatch                                                |
| 207963 -        | 1995 SM20                | 18 settembre 1995 | Spacewatch                                                |
| 207964 -        | 1995 SC79                | 21 settembre 1995 | Spacewatch                                                |
| 207965 -        | 1995 UY21                | 19 ottobre 1995   | Spacewatch                                                |
| 207966 -        | 1995 UQ23                | 19 ottobre 1995   | Spacewatch                                                |
| 207967 -        | 1995 UZ23                | 19 ottobre 1995   | Spacewatch                                                |
| 207968 -        | 1995 VF14                | 15 novembre 1995  | Spacewatch                                                |
| 207969 -        | 1996 AR5                 | 12 gennaio 1996   | Spacewatch                                                |
| 207970 -        | 1996 BZ3                 | 29 gennaio 1996   | Spacewatch                                                |
| 207971 -        | 1996 JV8                 | 12 maggio 1996    | Spacewatch                                                |
| 207972 -        | 1996 JZ13                | 11 maggio 1996    | Spacewatch                                                |
| 207973 -        | 1996 PT4                 | 14 agosto 1996    | NEAT                                                      |
| 207974 -        | 1996 RM1                 | 8 settembre 1996  | NEAT                                                      |
| 207975 -        | 1996 TY8                 | 12 ottobre 1996   | Spahr, T. B.                                              |
| 207976 -        | 1996 TB36                | 11 ottobre 1996   | Spacewatch                                                |
| 207977 -        | 1996 TL36                | 12 ottobre 1996   | Spacewatch                                                |
| 207978 -        | 1996 VH15                | 5 novembre 1996   | Spacewatch                                                |
| 207979 -        | 1996 VW22                | 9 novembre 1996   | Spacewatch                                                |
| 207980 -        | 1996 VJ36                | 10 novembre 1996  | Spacewatch                                                |
| 207981 -        | 1996 XO8                 | 6 dicembre 1996   | Spacewatch                                                |
| 207982 -        | 1997 AY8                 | 2 gennaio 1997    | Spacewatch                                                |
| 207983 -        | 1997 FT4                 | 30 marzo 1997     | Spacewatch                                                |
| 207984 -        | 1997 TG6                 | 2 ottobre 1997    | ODAS                                                      |
| 207985 -        | 1997 WL11                | 22 novembre 1997  | Spacewatch                                                |
| 207986 -        | 1997 WM17                | 23 novembre 1997  | Spacewatch                                                |
| 207987 -        | 1997 WT25                | 21 novembre 1997  | Spacewatch                                                |
| 207988 -        | 1998 DJ12                | 23 febbraio 1998  | Spacewatch                                                |
| 207989 -        | 1998 DH19                | 24 febbraio 1998  | Spacewatch                                                |
| 207990 -        | 1998 ES2                 | 2 marzo 1998      | ODAS                                                      |
| 207991 -        | 1998 EJ14                | 1 marzo 1998      | Elst, E. W.                                               |
| 207992 -        | 1998 FC4                 | 20 marzo 1998     | Spacewatch                                                |
| 207993 -        | 1998 FJ48                | 20 marzo 1998     | LINEAR                                                    |
| 207994 -        | 1998 FC50                | 20 marzo 1998     | LINEAR                                                    |
| 207995 -        | 1998 FM127               | 24 marzo 1998     | LINEAR                                                    |
| 207996 -        | 1998 GD10                | 2 aprile 1998     | LINEAR                                                    |
| 207997 -        | 1998 HJ42                | 24 aprile 1998    | Spacewatch                                                |
| 207998 -        | 1998 HH61                | 21 aprile 1998    | LINEAR                                                    |
| 207999 -        | 1998 HK84                | 21 aprile 1998    | LINEAR                                                    |
| 208000 -        | 1998 HQ136               | 20 aprile 1998    | LINEAR                                                    |